# 16946 Farnham
16946 Farnham este un asteroid din centura principală de asteroizi.

## Descriere
16946 Farnham este un asteroid din centura principală de asteroizi. A fost descoperit pe 25 aprilie 1998 la Stația Anderson Mesa în cadrul programului LONEOS. El prezintă o orbită caracterizată de o semiaxă mare de 2,38 ua, o excentricitate de 0,14 și o înclinație de 6,6° în raport cu ecliptica.